# Valódi csüngőlepkék

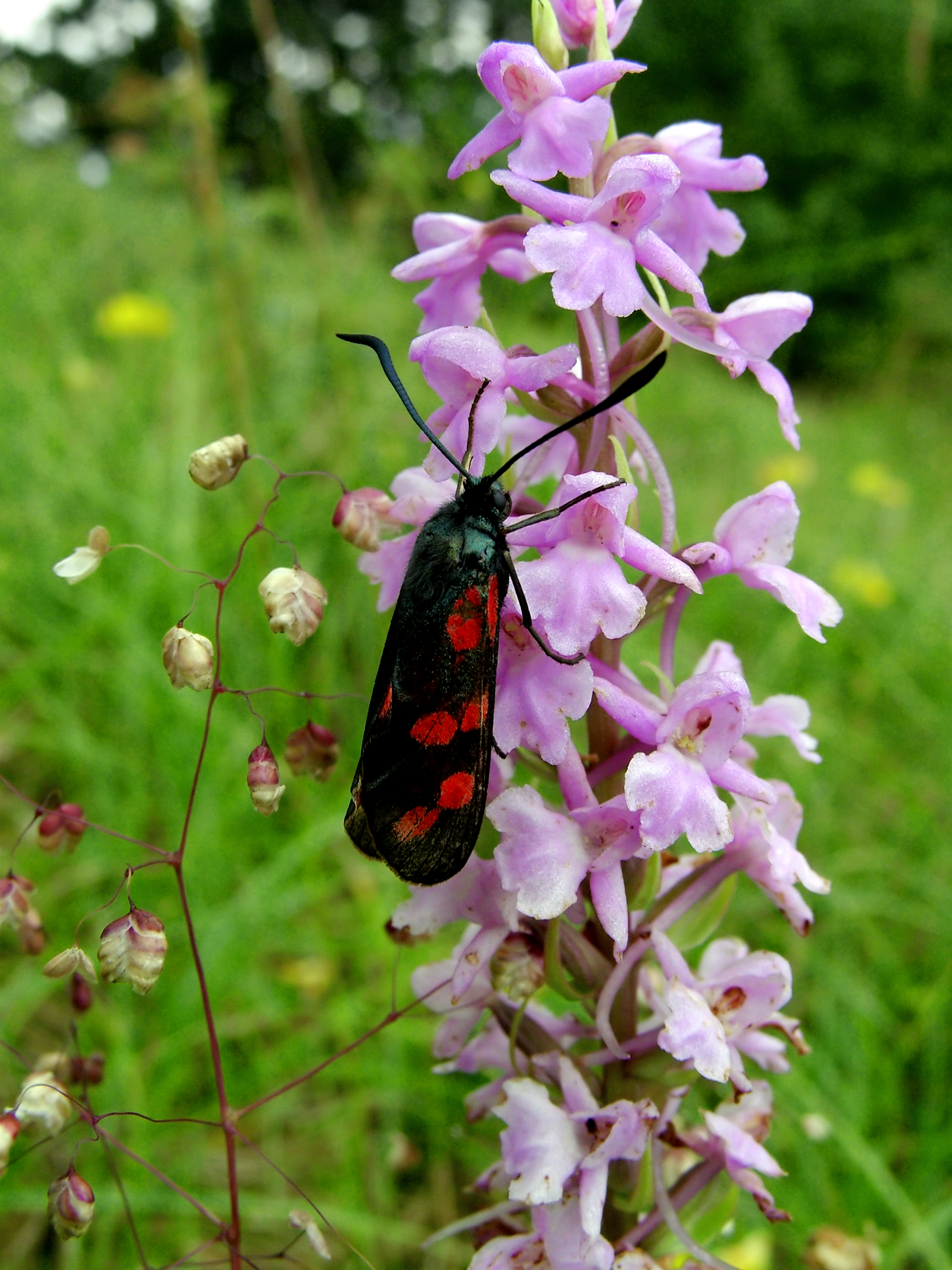
Zygaena filipendulae
szúnyoglábú bibircsvirágon (Gymnadenia conopsea)

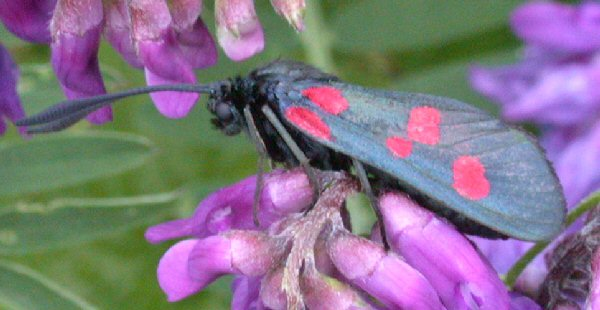
Zygaena trifolii

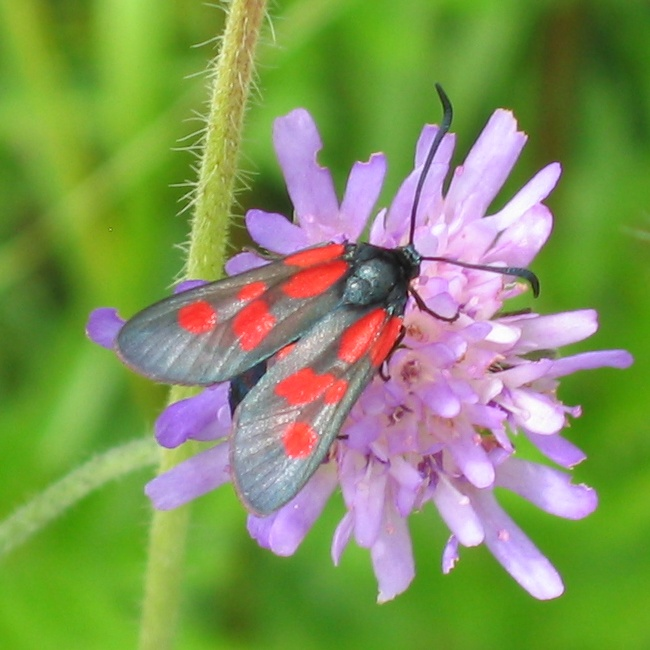
Zygaena viciae

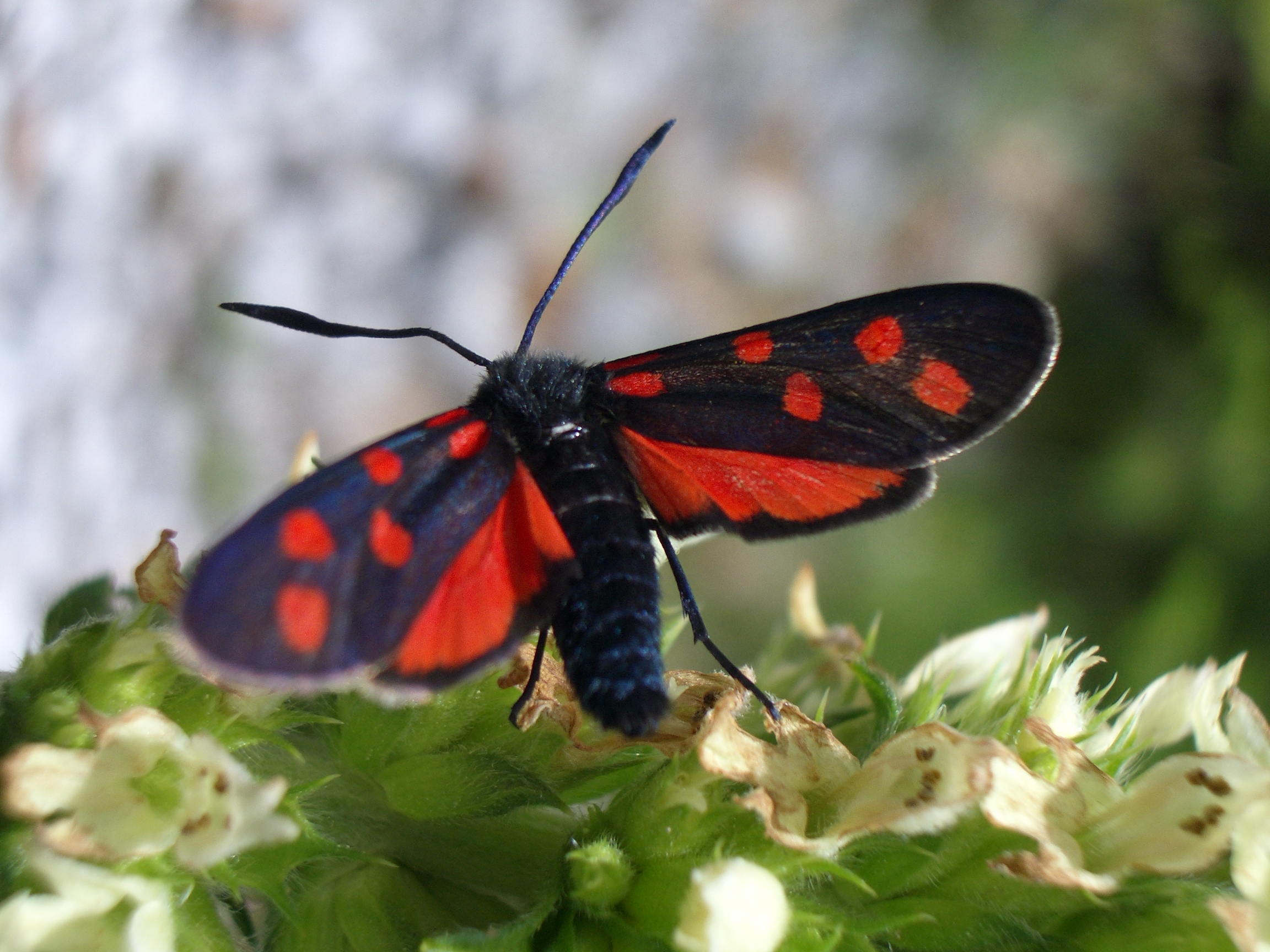
Zygaena transalpina

A valódi csüngőlepkék (Zygaeninae) a valódi lepkék (Glossata) közé tartozó  csüngőlepkefélék (Zygaenidae) névadó alcsaládja. A hagyományos rendszertanok az éjszakai lepkék (Heterocera) alrendjébe sorolják őket annak ellenére, hogy fajaik többsége szinte kizárólag nappal repül (Ronkay, 1986).

## Elterjedésük, élőhelyük
Magyarország elterjedési területük keleti határán fekszik, és térségünkből a csüngőlepkefajok fokozatosan kiszorulnak. Az elmúlt 50–60 évben hazánkból kipusztult, illetve a kipusztulás szélére jutott fajaik:
- Zygaena cynarae;
- Nyugati csüngőlepke (Zygaena fausta);
- Vörös csüngőlepke (Zygaena laeta);
- Zygaena punctum.

## Megjelenésük
Többségük a közepesnél kisebb termetű. Szárnyuk élénk mintázatú: fekete vagy sötétszürke alapon pirossal, ritkábban fehérrel, még ritkábban sárga foltokkal tarkázott.

## Életmódjuk, élőhelyük
Az ebbe az alcsaládba tartozó fajok imágói kivétel nélkül nappal repülnek. Májustól augusztus elejéig, nyílt növénytársulásokban találhatjuk meg őket. Magyarországon előfordulnak az alföldi homok- és löszpusztákon, a dombvidéki legelőkön és kaszálókon is, de leginkább a középhegységek dolomit- és mészkőlejtőinek sziklagyepein.
Mind a fizikai, mind a vegyi hatásokkal szemben igen ellenállók. Így például hosszú ideig a ciángáz sem hat rájuk, mivel légnyílásaikat el tudják zárni (Ronkay, 1986).

## Rendszertani felosztásuk
A fölöttébb fajgazdag alcsaládot 37 nemre osztják:
- Aeacis
- Agrumenia
- Agrumenoidea
- Anthilaria
- Biezankoia
- Cirsiphaga
- Coelestina
- Coelestis
- Epiorna
- Epizygaena
- Epizygaenella
- Eutychia
- Gingla
- Goe
- Hesychia
- Huebneriana
- Lictoria
- Lycastes
- Mesembrynoidea
- Mesembrynus
- Neopryeria
- Neurosymploca
- Orna
- Parasyntomis
- Peristygia
- Peucedanophila
- Praezygaena
- Pryeria
- Reissita
- Santolinophaga
- Silvicola
- Thermophila
- Usgenta
- Vogleria
- Yasumatsuia
- Zutulba
- Zygaena